# Digital asset management
Digital Asset Management, ofwel DAM Software, is de overkoepelende term voor het organiseren en beheren van de digitale content en assets. Hierbij moet gedacht worden aan: merklogo`s, designs, afbeeldingen, video, presentaties en tekstbestanden.
Waar dit voorheen voornamelijk in de print-publishing-industrie werd gebruikt is logischerwijs door de toename van media gebruik bij grote internationale bedrijven Digital Asset Management Software noodzakelijke software geworden. In de grotere bedrijven is de marketing afdeling (Specifiek: Brand Management) verantwoordelijk voor de DAM software.
Digital Asset Management software voorkomt dat bepaalde belangrijke media bestanden verdwijnen in mapjes op individuele computers. Met de juiste DAM Software worden alle bestanden gestructureerd en toegankelijk voor gebruikers van allerlei locaties.

## DAM Software vs Online Opslagdiensten
Bij consumentengebruik praten we niet over DAM software maar over een Online Opslagdienst. Bij bedrijven praten we over DAM Software. Sommige cloud opslagdiensten bieden ook de mogelijkheid aan om met een bedrijf de dienst af te nemen.

## DAM Software in Nederland
Nederland kent enkele grote internationale spelers & start-ups op het gebied van DAM-Software.